# Carrer de Berga (Borredà)
Carrer de Berga és un vial al nucli de Borredà (Berguedà) catalogat a l'Inventari del Patrimoni Arquitectònic de Catalunya. Carrer estret, amb força pendent i no gaire llarg. Està format per cases no gaire altes, de planta baixa i dos o tres pisos com a màxim, majoritàriament amb el parament de pedra irregular disposada en filades, tot i que també n'hi ha d'arrebossades. Destaca també el treball de la fusta en acabats dels habitatges. Les cobertes són de teula àrab. Tot i que hi ha alguns habitatges força malmesos, n'hi ha d'altres que han estat reformats, fins i tot afegint-hi algun pis d'alçada. És molt semblant, a grans trets, a d'altes carrers de la població com ara el carrer de la Font.
El moment més fort del desenvolupament gremial és al darrer quart del s. segle xvii i primera meitat del següent. És aleshores quan es configura el carrer de Frontanyà, entorn l'antic camí de Sant Jaume. A partir de la segona meitat del s. segle xviii la ciutat arriba al clímax demogràfic i econòmic; el tipus d'habitatge d'aquest moment és més senzill que el d'èpoques anteriors, més popular i l'ocupen sobretot artesans amb una importància secundària a la vida de la vila que de vegades també treballen la terra. D'aquest moment es daten els carrers de la Font i Berga.